# Mentiras (serie televisiva)
Mentiras è una serie televisiva spagnola prodotta da Atresmedia Studios, la società di produzione televisiva di terze parti di Atresmedia. Ha come protagonisti Javier Rey, Ángela Cremonte, Manuela Velasco, Susi Sánchez e Paco Tous, tra gli altri. È un adattamento spagnolo della serie inglese Liar, creata dai fratelli Harry e Jack Williams per ITV e Sundance TV. A differenza delle altre serie di Atresmedia Studios, che erano dirette a piattaforme di streaming come Movistar+ o Amazon Prime Video, questa serie è stata prodotta per essere trasmessa sulla rete principale di Atresmedia, Antena 3; Tuttavia, è stato successivamente annunciato che sarebbe stato presentato in anteprima esclusivamente su Atresplayer Premium il 19 aprile 2020, con la premiere di Antena 3 lasciata senza data. È stato finalmente presentato in anteprima televisiva su Antena 3 il 12 gennaio 2022.
È il remake della serie televisiva britannico-statunitense Liar - L'amore bugiardo.

## Trama
Laura Munar (Angela Cremonte), è una giovane insegnante di lettere che vedrà la sua vita cambiare completamente quando, dopo aver trascorso una notte con il famoso chirurgo di Palma di Maiorca (dove si svolge l'azione), Xavier Vera (Javier Rey), crede essendo stata violentata da lui. Gli ispettori Daniela Bauzá (Itziar Atienza) e Víctor Silva (Paco Tous) avranno la complicata missione di risolvere un caso torbido per il quale non ci sono quasi prove e in questo caso sarà la parola dell'uno contro l'altro; Ma ha un problema che potrebbe non renderle le cose facili con le autorità, e cioè che ha precedenti di denunce per molestie e disturbi psicologici.

## Episodi
| Stagione       | Episodi | Pubblicazione Italia |
| -------------- | ------- | -------------------- |
| Prima stagione | 6       | 2022                 |